# قانون خاص

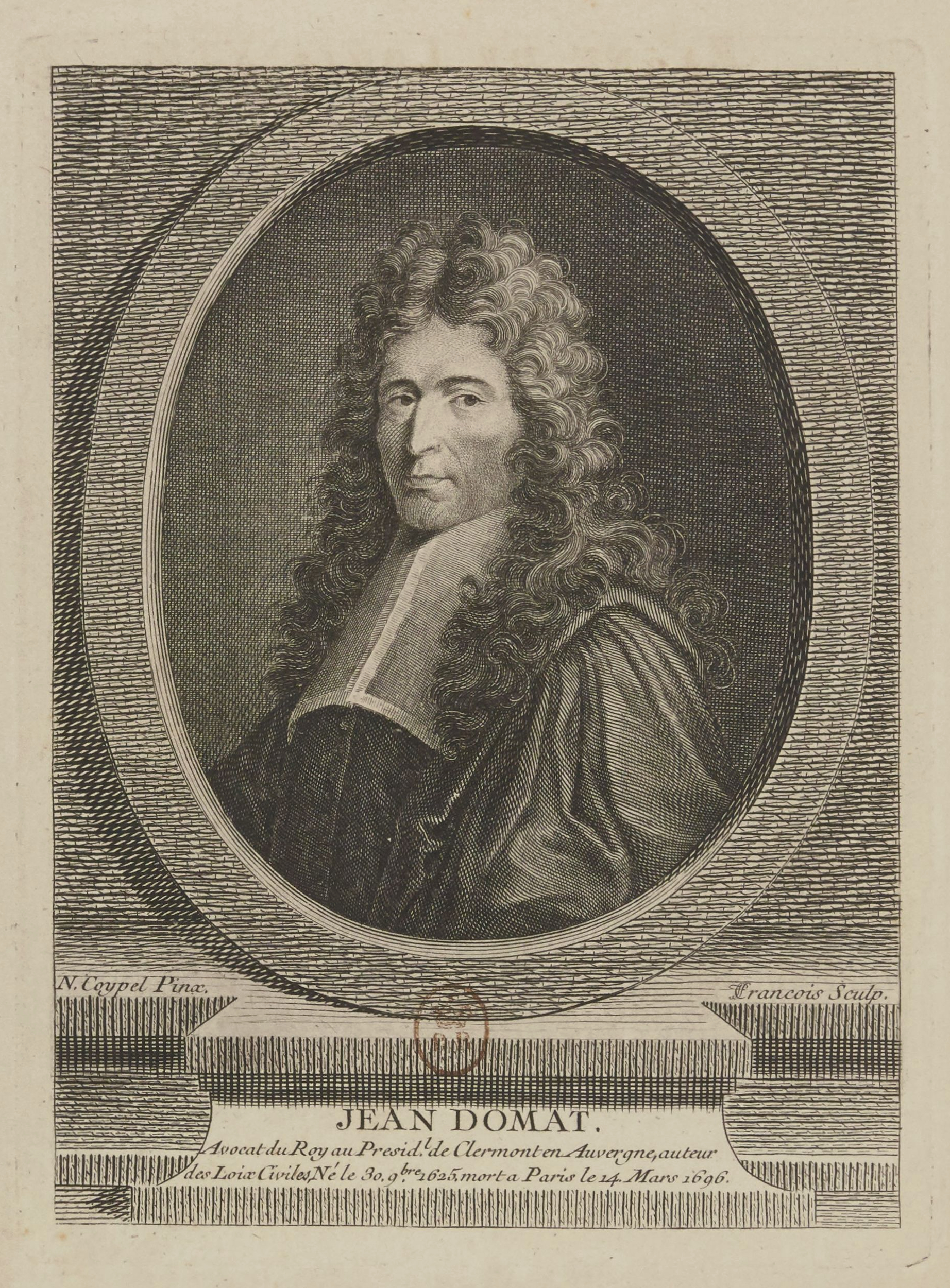

القانون الخاص هو مجموع القواعد القانونية التي تنظم العلاقات التي تنشأ بين أشخاص لا يعمل أي منهم بصفته صاحب سيادة ، سواء كان جميع الأشخاص أشخاصاً عاديين أي لا يملكون السيادة أم كان بعضهم ممن يملكون السيادة ولكنه لا يدخل في العلاقة القانونية بهذه الصفة أي باعتباره صاحب سيادة.

## فروع القانون الخاص
- القانون المدني
- القانون التجاري
- قانون الأعمال
- قانون حماية المستهلك
- القانون العقاري
- قانون الملكية
- قانون العمل
- قانون الأسرة
- قانون التأمين
- القانون الدولي الخاص